# Satyrspel

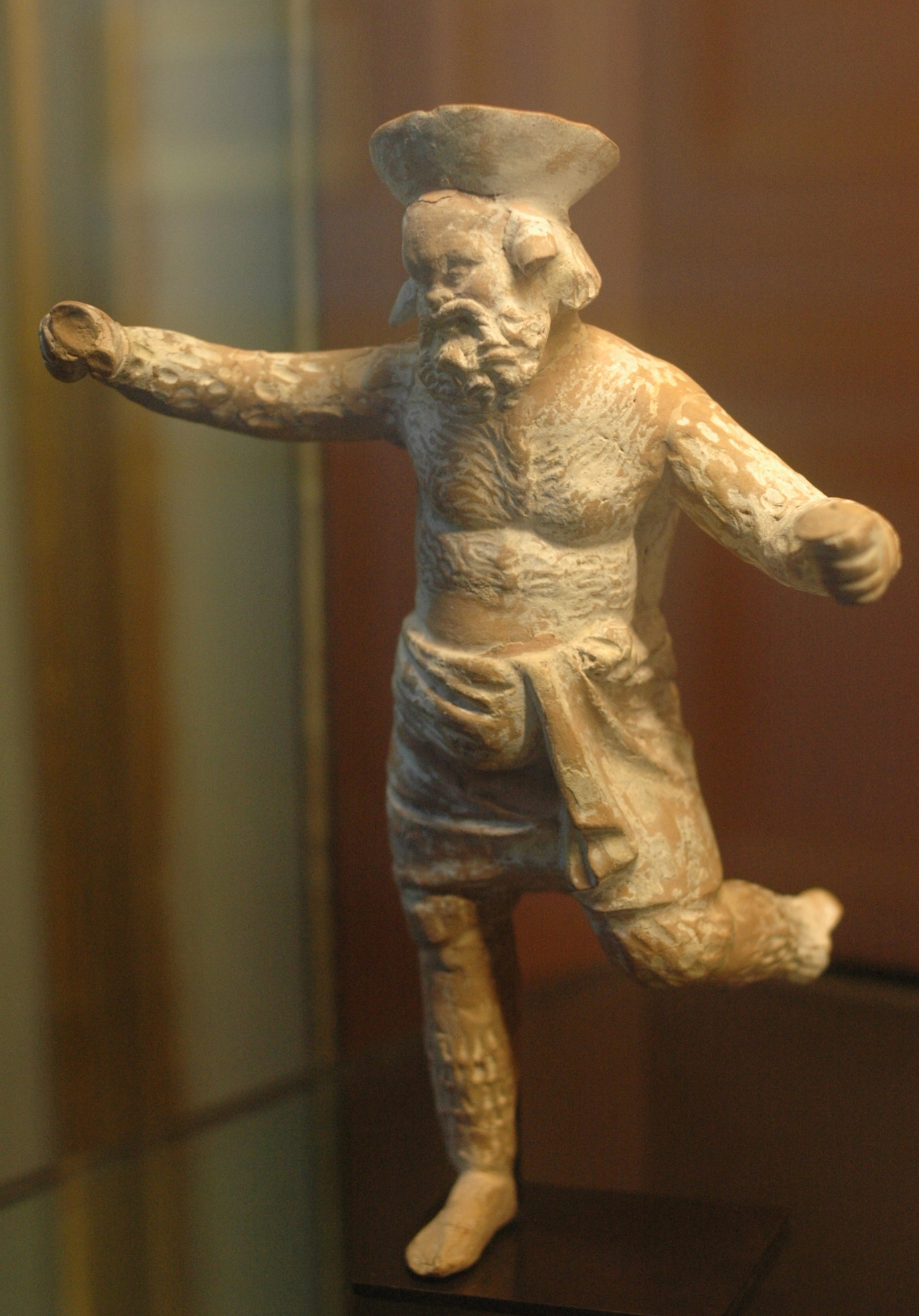
Papposilenos spelar krotaler, en figur ur satyrspelet, Louvren

Satyrspel var en genre i antik grekisk dramatik. Satyrspelet räknades som en av de tre genrerna i dramat, där de övriga var tragedi och komedi. De liknade nutida burleska komedier. Både satyrer och icke-mytologiska teman förekom, och de brukade innehålla drickande, sexualitet och skämt. Vid Atens Dionysia brukade författarna ställa upp med fyra pjäser i tävlingen: tre tragedier och ett satyrspel.
Enligt den antika traditionen gick satyrspelet tillbaka på författaren Pratinas från Flios (omkring 500 f.Kr.) som sedan han kommit till Aten skulle ha anpassat den gamla dityramben med dess satyrkör, som var vanlig i hans födelseort, till den form av tragedi som nyligen uppfunnits i Aten. Denna nya typ av drama ska ha utvecklats av Pratinas själv och hans son Aristeas och senare av Choirilos och av Aischylos och de dramatiker som följde honom. Den blev så populär att det blev praxis att uppföra ett satyrspel efter en serie om tre tragedier. Satyrspelet lättade därmed upp stämningen efter allvaret i de tre tragedierna. Kören av satyrer och silener, guden Dionysos följeslagare, anknöt till dramats ursprungliga förbindelse med Dionysoskulten.
Materialet för ett satyrspel, liksom för en tragedi, hämtades från ett epos eller en legendberättelse. Handlingen brukade äga rum under bar himmel i en enslig skog, där satyrer ansågs uppehålla sig.
Det enda satyrspel som finns bevarat i sin helhet är Cyklopen av Euripides. Omfattande fragment av Sofokles satyrspel Ichneutai finns också bevarade, samt mindre delar av andra satyrspel.